# Motorola Defy
El Motorola Defy es un teléfono inteligente basado en Android desarrollado por Motorola. El Defy es publicitado como resistente al agua, al polvo, a los impactos y a los rayones gracias a los tapones en sus puertos y su pantalla de Gorilla Glass.

## Descripción
El teléfono es de formato de bloque con una pantalla táctil y cuatro botones táctiles en el frente. Está equipado con Wi-Fi (IEEE 802.11b-1999, IEEE 802.11g-2003, IEEE 802.11n-2009), una cámara de 5-megapixel con un flash LED, altavoz para manos libres, un procesador Texas Instruments OMAP#OMAP3|TI OMAP3630 a 800 MHz, una pantalla LCD de 3.7" FWVGA. Como no dispone de un teclado físico, el teléfono incluye el teclado virtual Swype y una alternativa multitáctil de un teclado QWERTY.

## Hardware
La CPU/GPU del Defy tiene una arquitectura TI OMAP3 para el procesador OMAP3630 y la GPU PowerVR SGX530. El OMAP3 es el primer procesador de 45 nm corriendo a 800 MHz (overclockeable hasta 1.2GHz, o 1200MHz) en ARM Cortex-A8 mononúcleo de microprocesador superescalar.